# 1950
Cette page concerne l'année 1950 (MCML) en chiffres romains) du calendrier grégorien. Pour l'année 1950 av. J.-C., voir 1950 av. J.-C.
L'année 1950 est une année commune qui commence un dimanche.

## En bref
- 14 février : pacte sino-soviétique.
- 9 mai : déclaration Schuman.
- 25 juin : début de la guerre de Corée.
- 7 octobre : début de l’intervention militaire chinoise au Tibet.
- 3 novembre : résolution de l’Assemblée générale des Nations unies dite « Union pour le maintien de la paix » ou résolution Acheson[1].

## Événements

### Afrique
- 3 janvier, Égypte : le parti Wafd gagne les élections législatives. le 12 janvier, Nahhas Pacha forme le gouvernement[2].
- 8 janvier : début de la campagne d’« action positive » du Parti de la convention du peuple en Côte-de-l’Or (actuellement, Ghana). Une grève générale est lancée à minuit. L’état d’urgence est déclaré le 11 janvier, et le 21, le leader indépendantiste Kwame Nkrumah est arrêté[3].
- 21 janvier- 2 février : répression des émeutes en Côte d’Ivoire, déclenchées en décembre 1949 pour réclamer la libération des dirigeants du RDA (Bouaflé le 21 janvier, à Dimbokro le 30 janvier, à Séguéla le 2 février, respectivement 3, 14 et 3 morts). Échec d’une tentative d’arrestation du Président du RDA, Félix Houphouët-Boigny, le 27 janvier[4].
- 1er avril : la Somalie est placée par l’ONU sous administration provisoire italienne (fin en 1960)[5].
- 5-7 avril : création de la Fédération des étudiants d’Afrique noire en France (FEANF), adhérente de l’Union internationale des étudiants, proche du mouvement communiste (congrès constitutifs de Lyon (5-7 avril) et de Bordeaux (28-30 décembre)[6].
- 8 mai : rupture entre le Rassemblement démocratique africain et le Parti communiste français à la suite de la décision de son président Félix Houphouët-Boigny de faire route commune au sein de l’UDSR-RDA avec le parti de François Mitterrand et René Pleven[7].
- 16 - 25 mai : grève générale à Nairobi au Kenya[8].
- 9 juin : déclaration publique de Robert Schuman à Thionville admettant l’indépendance de la Tunisie comme objectif ultime[9].
- 9-10 juin : grève générale à Conakry en Guinée après l’arrestation de syndicalistes[10].
- 11 juillet : avis de la Cour internationale de justice au sujet du statut international du Sud-Ouest africain[11]. Elle accepte le refus de l’Afrique du Sud de céder à l’ONU son mandat sur le Sud-Ouest africain mais affirme qu’elle ne peut modifier unilatéralement le statut du territoire[12].
- 17 août : le modéré M’hamed Chenik forme un gouvernement avec la participation des nationalistes du Néo-Destour en Tunisie[9].
- 21 novembre, Tunisie : la répression d’une grève au domaine d’Enfidaville provoque 5 morts, cinquante blessés et une centaine d’arrestations[13].
- 26 novembre : élection d’une Assemblée nationale en Libye pour élaborer une constitution et mettre en place un gouvernement en vue de l’indépendance (résolution 289 de l’ONU du 21 novembre 1949). Le 2 décembre, l’Assemblée nationale offre la couronne au roi Idriss, qui le 24 décembre 1951 proclame l’indépendance du royaume de Libye[14].
- 22 décembre : nouvelle constitution en Côte-de-l’Or introduisant un système ministériel[15].
- Décembre : premier numéro de Consciences algériennes, revue fondée par André Mandouze et François Châtelet, au comité de laquelle appartient deux Arabes, Abdelkader Mahdad et Abdelkader Mimouni et un pied-noir israélite, Jean Cohen[16]. Dans son Appel, la revue se prononce « contre la colonisation et contre le racisme, pour une Algérie libre, démocratique et sociale ». Un tel programme entraîne son interdiction[17].

- Constitution de l’ABAKO par Edmond Nzeza Landu. Il est au départ une simple association de défense de la langue kongo, en particulier face à l’avancée du lingala (langue du commerce fluvial), puis se politise à partir de 1954 sous la direction de Joseph Kasa-Vubu pour devenir le 26 juin 1959 l’Alliance des Bakongo[18].

### Amérique
- 10 mai : coup d’État militaire en Haïti. Début de la dictature du colonel Paul Magloire[19].
- 21 mai : élections truquées au Nicaragua. Anastasio Somoza García reprend le pouvoir (fin en 1956)[20].
- 2 juillet : le général Manuel A. Odría est élu frauduleusement président de la république au Pérou[21],[22].
- 17 juillet : arrestation de Julius Rosenberg accusé d’espionnage au profit de l’URSS. Sa femme Ethel est également arrêtée le 11 août[23].
- 31 août-12 septembre : l’Ouragan Dog ravage les Antilles et la Côte Est des États-Unis[24].
- 2 octobere : La bande dessinée Peanuts de Charles M. Schulz est publiée pour la première fois dans sept journaux américains.
- 3 octobre, Brésil : l’ex-président Getúlio Vargas, soutenu par le Partido Trabalhista Brasileiro et le Partido social Progressista, est réélu président de la république du Brésil à une écrasante majorité (48,7 %)[25], en bénéficiant d’un grand courant patriotique, en réaction d’une part à la menace soviétique et d’autre part à l’ingérence économique américaine (début de mandat le 31 janvier 1951, fin en 1954). João Fernandes Campos Café Filho, vice-président[26].
- 6 décembre : Paul Magloire, élu le 8 octobre, prend ses fonctions de président à Haïti (fin en 1956)[27].
- 11 décembre : le prix Nobel de la paix est attribué à l’Américain Ralph Bunche[28].

### Asie et Pacifique
- Début janvier[1] : incendies au Queensland et en Nouvelle-Galles du Sud, dévastant des milliers de kilomètres carrés de prairies[29].
- 6 janvier : la Grande-Bretagne rompt ses relations diplomatiques avec Taïwan et reconnaît la république populaire de Chine, suivie par la Norvège (7 janvier), le Danemark (9 janvier), la Finlande (13 janvier), la Suède (14 janvier), la Suisse (17 janvier) et les Pays-Bas (27 mars)[30].
- 18 janvier : reconnaissance par la Chine du gouvernement vietnamien de Hô Chi Minh[31].

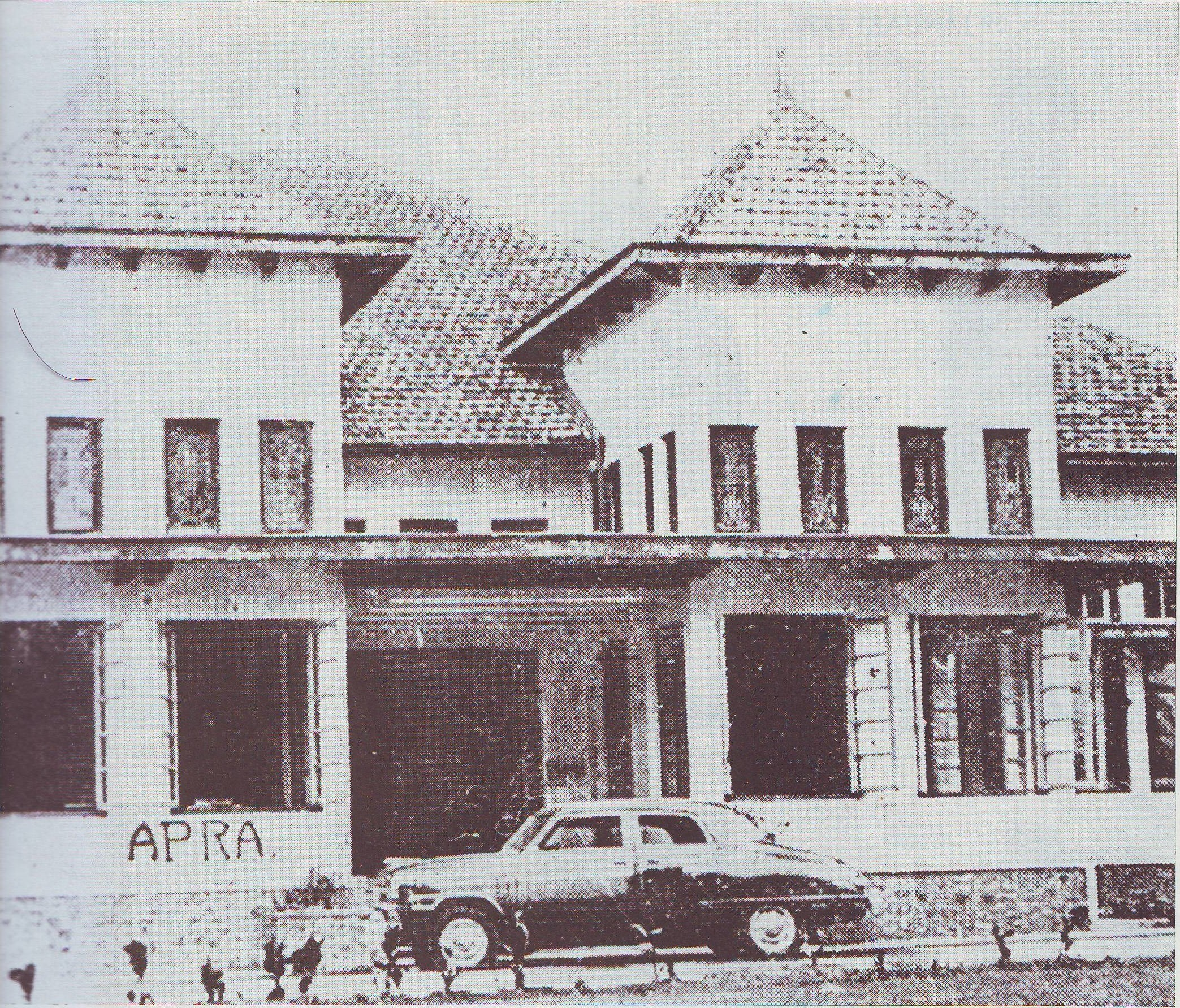
Le quartier général de la division Siliwangi occupé par l’APRA du capitaine Raymond Westerling (photo prise le 23 janvier).

- 23 janvier, Indonésie : le capitaine Raymond Westerling, ancien officier de l’armée néerlandaise, tente un coup de force sur Bandung[32],[33]. Il échoue et doit s’enfuir à Singapour puis aux Pays-Bas.
- 23 janvier : ouverture à Canberra de la première Australian Citizenship Convention[34] ; l’Australien Harold Holt, ministre (conservateur) de l’Immigration, déclare que son pays accueillerait cette année 200 000 émigrants[35].
- 24 janvier : Rajendra Prasad est élu premier président de l’Union indienne par l’Assemblée constituante indienne lors de sa dernière session[36].

- 26 janvier :

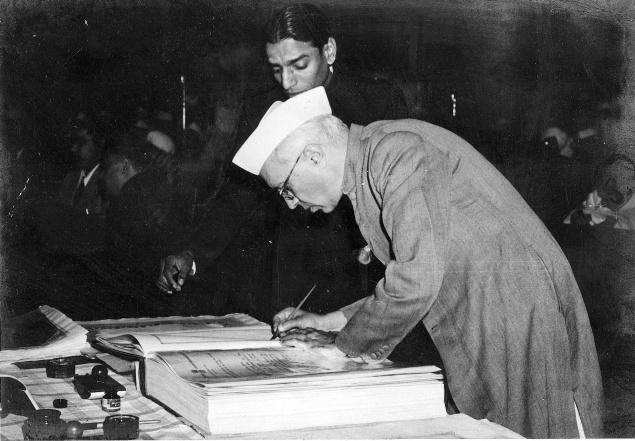
Nehru signe la Constitution de l’Inde

  - promulgation de la Constitution de l’Union indienne, composée de 395 articles[37]. Elle est basée sur les principes de démocratie, de laïcité et d’égalité, le dernier principe visant à abolir le système des castes.
  - les États du nizâm d’Hyderabad Asaf Jah VII sont annexés à l’Union indienne et divisés[38].
- Janvier : 200 hommes du Kuomintang (nationalistes chinois soutenues par la CIA américaine) s’installent dans la région de Kengtung en Birmanie dans l’espoir d’une reconquête de la Chine. Ils seront rejoints, en mars, par 1 500 autres Chinois du Kuomintang dans le but de recruter parmi les Chinois de Birmanie, les Shan et les Kachin[39].
- 30 janvier : la république démocratique du Viêt Nam est reconnue par l’Union soviétique[31].
- 7 février : reconnaissance par les États-Unis et le Royaume-Uni de l’État du Viêt Nam, gouvernement Vietnamien de Bảo Đại[31]. Après la victoire des communistes en Chine, Britanniques et Américains s’inquiètent de l’appui apporté par les Chinois au Viêt-minh et accroissent leur aide en matériel militaire à la France.
- 14 février : signature à Moscou du pacte sino-soviétique, traité d’amitié, d’alliance et d’assistance mutuelle de trente ans entre la Chine et l’Union soviétique[40], qui prévoit l’octroi par les Soviétiques de prêts à la Chine au taux de 1 %[41].
- Février : nouvelle stratégie des communistes en Birmanie. Un Front démocratique populaire s’établit à Prome dans le but de rassembler les opposants[42].
- 8 avril : début d’une série d’attentats à la bombe à Bagdad qui visent la communauté juive d’Irak (fin en juin 1951)[43].
- 24 avril : le roi Abdallah Ier annonce l’annexion de la Cisjordanie, c’est-à-dire les districts arabes situés à l’Ouest du Jourdain et de la vieille ville de Jérusalem. La Transjordanie devient la Jordanie[44].
  - La Cisjordanie connaît un niveau de développement plus avancé que celui de la Transjordanie. L’afflux de réfugiés palestiniens dans les agglomérations de Transjordanie modifie la donne politique. Ces derniers, plus éduqués, sont sensibles aux idées radicales tels le marxisme et le nationalisme. Les transjordaniens sont plus conservateurs, et le roi Hussein s’appuie essentiellement sur eux. Il s’appuie en revanche sur les palestiniens pour le développement économique et militaire du pays.
- 26 avril : au Parlement australien, Robert Menzies[45] dépose un projet de loi visant la suppression du Parti communiste ainsi que l’interdiction aux communistes d’occuper certaines fonctions (ce projet sera voté en mai).
- 1er mai : promulgation de la loi sur le mariage en république populaire de Chine ; proclamation de l’égalité des sexes[46].
- 5 mai : Bhumibol Adulyadej est couronné roi de Thaïlande sous le nom de Rama IX[47]. Sans pouvoir réel, il est contraint d’accepter une situation d’agitation politique et une succession de coups d’État militaires. Il reste un symbole d’unité et de stabilité nationales.
- 19 mai, conflit armé birman : l’armée gouvernementale investit Prome et chasse le Drapeau blanc birman qui se réfugie dans la région de Pégou[48],[42].
- 25 mai :
  - les États-Unis, la France et le Royaume-Uni signent une convention tripartite dans laquelle ils s’engagent à garantir les limites territoriales issues de la guerre israélo-arabe[49].
  - une république des Moluques méridionales est proclamée à Amboine. Après l’échec des négociations, le gouvernement républicain brise l’insurrection en novembre[33].
- 30 mai : loi sur la protection du patrimoine culturel (bunkazai hogohō) au Japon[50]. Création de la commission pour la protection des biens culturels.

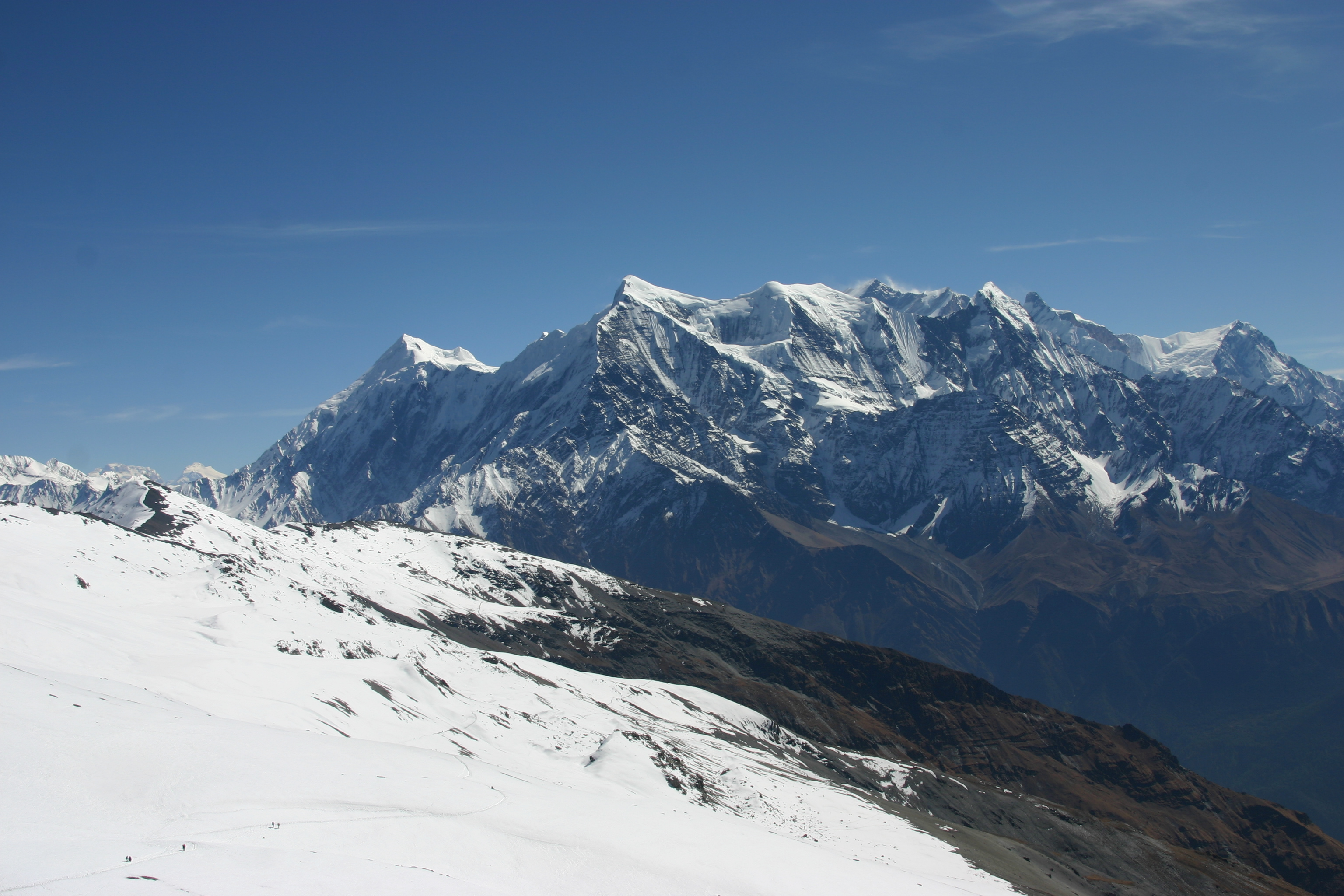
3 juin : ascension de l’Annapurna.

- 3 juin : les alpinistes français Maurice Herzog et Louis Lachenal, soutenus par leur équipe, réussissent l’ascension de l’Annapurna, au Népal. La nouvelle est annoncée à la une du journal Le Figaro, le 26 juin[51].
- 26 juin : Harry S. Truman empêche l’invasion de Formose en interposant entre elle et le continent la VIIe flotte américaine[52]. Dans une déclaration le lendemain, il annonce sa décision d'intervenir en Corée, de neutraliser le détroit de Taïwan, de renforcer le potentiel américain aux Philippines et d'accélérer l'aide en armements aux forces françaises en Indochine[53].
- 28 juin : loi de réforme agraire en Chine[46]. Collectivisation forcée des terres qui provoque une famine faisant de 2 à 5 millions de morts.
- 29 juin-27 novembre : conférence inter-États de Pau[54], qui réorganise les relations entre la France et les États associés en Indochine.
- 15 août :
  - Soekarno, face aux tentatives sécessionnistes appuyées par les Néerlandais à l’ouest de Java et à Aceh, à Célèbes et dans les Moluques, rétablit un État unitaire en Indonésie[33].
  - un séisme de magnitude 8,7 fait 1 530 victimes en Assam en Inde[55] et 3 300 au Tibet[56].
- 16 septembre, guerre d'Indochine : offensive de Giap sur la RC4[57]. Prise de Dong Khê.
- 17 septembre : installation d’un Military Assistance Advisory Group (en) (MAAG) par les États-Unis à Saïgon[58]. Il fournit au corps expéditionnaire français pour plusieurs centaines de millions de dollars de matériel militaire gratuit prélevé sur les surplus du Pacifique.

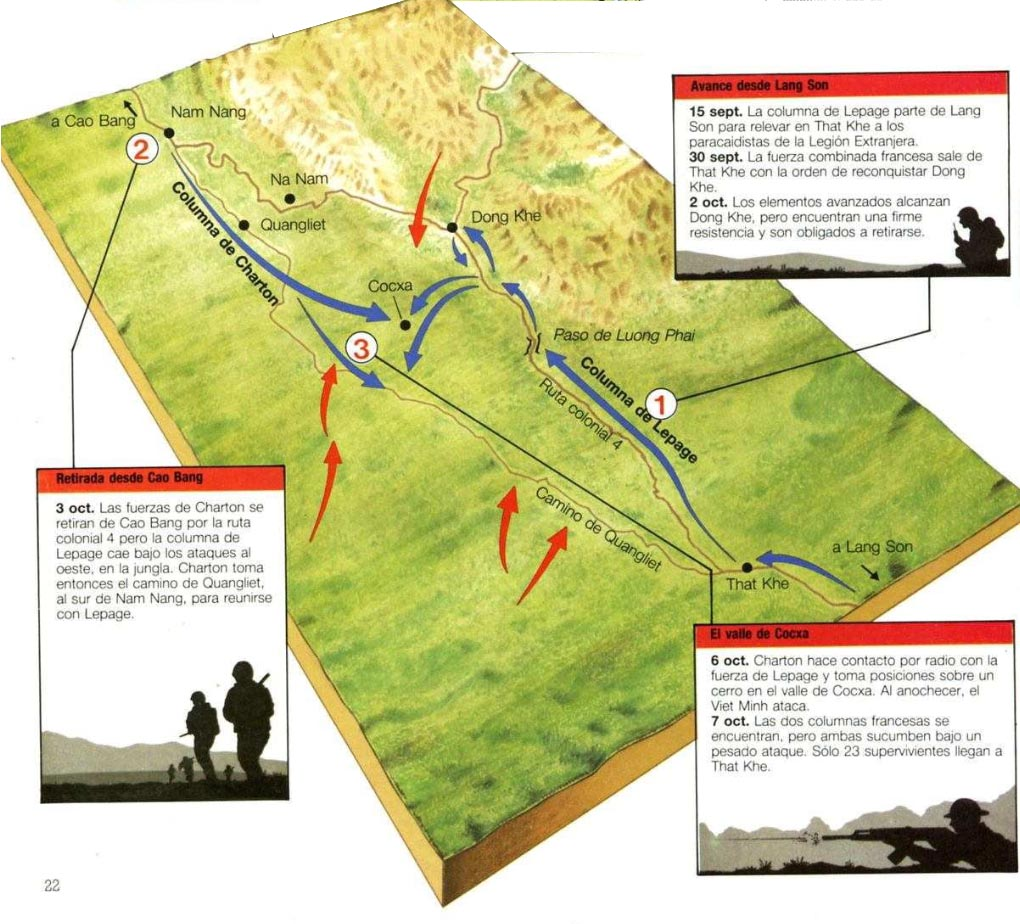
6-7 octobre : désastre de Cao Bang.

- 3-8 octobre : première grande défaite militaire française de la guerre d'Indochine à la bataille de la RC 4 entre Cao Bang et Lang Son[59]. Les troupes françaises évacuent le Haut-Tonkin.
- 6 octobre : début de l’intervention militaire chinoise au Tibet. Les troupes chinoises venues du Yunnan traversent sans déclaration de guerre la frontière naturelle du Yangtsé avec le Tibet[60]. Une autre armée venu du Xinjiang arrive au Ngari, une troisième envahi l’Amdo. Malgré une forte résistance des Tibétains le 7 octobre, Chamdo, la capitale du Kham, est prise le 17[61]. Selon les autorités chinoises, l’entourage du jeune panchen-lama Choekyi Gyaltsen aurait envoyé le 31 janvier un télégramme réclamant l’intervention de l’Armée populaire de libération[60]. Le 25 octobre le gouvernement Chinois annonce la libération du Tibet. Ni le Royaume-Uni ni l’Inde n’offrent leur aide[62].
- 7 octobre, Inde : Mère Teresa fonde à Calcutta l’ordre des missionnaires de la Charité[63].
- 6 novembre : se sentant menacé par le Premier ministre Maharaja Mohan Shumsher Rana (en), le roi du Népal Tribhuvana Bir Bikram se réfugie à l’ambassade de l’Inde à Katmandou puis gagne Delhi (11 novembre), d’où il fomente une révolte contre les Rânâ, avec le soutien du PCN et l’appui du Premier ministre indien, Jawaharlal Nehru[64].
- 7 novembre : appel du Tibet aux Nations unies ; le Salvador porte le cas du Tibet devant l’ONU, mais le débat est ajourné[60].
- 17 novembre : le quatorzième dalaï-lama Tenzin Gyatso assume le pouvoir politique au Tibet[60].
- Novembre : 1 000 « volontaires » chinois de l’Armée populaire de libération (APL) entrent en Birmanie pour aider les communistes birmans[65], et dès décembre, le Drapeau Blanc, replié à Katha (Kachin), se lance dans la conquête de la plaine centrale[42]. Au cours des années 1950, une révolte des Karens est écartée et les insurgés communistes sont forcés de se retirer dans les collines. La Birmanie met en place une politique étrangère rigoureusement non-alignée. Le pays connaît par la suite une période de relative prospérité économique. La domination de l’AFPFL (Anti-Fascist People’s Freedom League) est renforcée lors des élections nationales de 1951-1952 et de 1956.
- 2 décembre : l’oléoduc trans-arabe, le plus long du monde (plus de 1 700 km) qui relie le golfe Persique à la ville de Sidon sur la Méditerranée, est opérationnel[66].
- 5 décembre : traité entre l’Inde et le Sikkim, qui obtient une totale autonomie interne[67].
- 6 décembre : le général de Lattre de Tassigny est nommé Haut-Commissaire en Indochine[57].

#### Corée
- 25 juin : six divisions nord-coréenne entrent en Corée du Sud en franchissant du 38e parallèle[68]. C’est le début de la guerre de Corée (fin du conflit en 1953). Dans la nuit du 25 au 26 juin, le premier combat naval de la guerre a lieu au large de Pusan[69].
- 27 juin : résolutions 83 et 84 du conseil de sécurité condamnant l’agression nord-coréenne, prise en l’absence de l’Union soviétique[68].

- 28 juin :

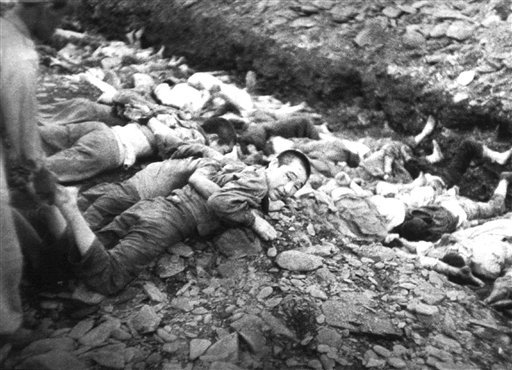
Juillet : massacre de la ligue Bodo.

  - les Nord-Coréens s’emparent de Séoul[68].
  - début du massacre de la ligue Bodo ; au moins 100 000 communistes et leurs possibles sympathisants sont exécutées en Corée du sud[70].
- 30 juin : Harry S. Truman, avec l’aval du Conseil de Sécurité, donne l’ordre à MacArthur alors au Japon d’intervenir en Corée (VIIIe armée)[68].
- 2 juillet : le croiseur américain USS Juneau coule trois torpilleurs nord-coréens au large de Chumunjim, seule bataille navale de la guerre[71].
- 5 juillet : premier combat terrestre entre les troupes américaines et les Nord-coréens à la bataille d’Osan. Jusqu’au 4 août, l’armée de l’ONU est contrainte à la retraite[68].
- 7 juillet : constitution d’un corps expéditionnaire formé par quinze nations sous le pavillon de l’ONU et le commandement de MacArthur[71].
- 5 août : les forces de l’ONU, confinées dans le « périmètre de Busan », résistent aux assauts nord-coréens[72].
- 5-19 août : première bataille du Nakdong[68].
- 27 août-15 septembre : série de violents combats autour du périmètre de Busan[68].
- 1er-5 septembre : seconde bataille du Nakdong[68].

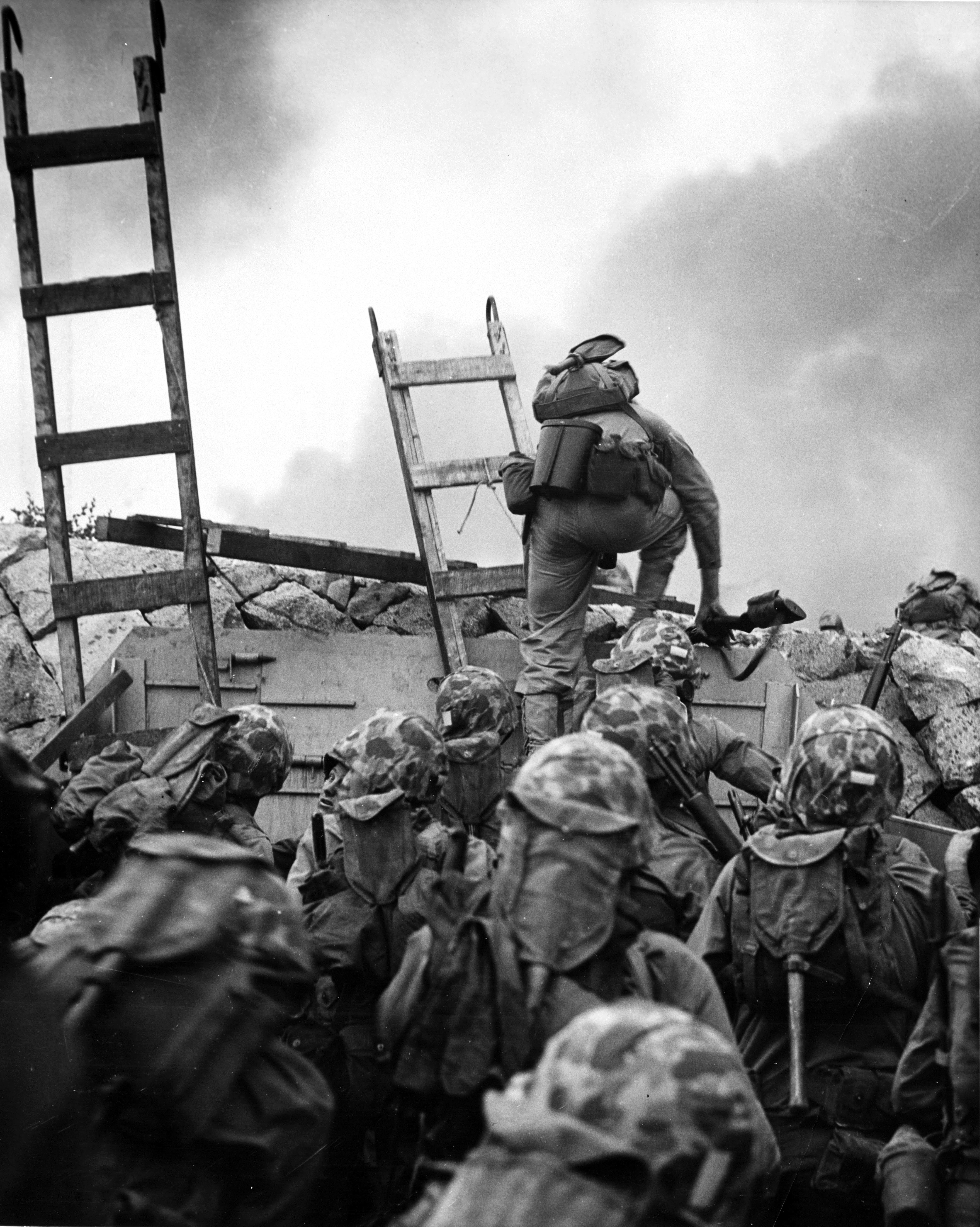
15 septembre : débarquement des troupes des Nations unies à Inchon.

- 15 septembre : débarquement des troupes des Nations unies (corps américain) à Inchon (70 000 hommes). Contre-offensive de MacArthur, depuis Pusan qui permet la reprise de Séoul le 29 septembre et qui reconquiert la Corée du Sud[72].
- 7 octobre : les forces de l’ONU franchissent le 38e parallèle et entrent en Corée du Nord[72].
- 12 octobre : premiers contingents de « volontaires » chinois en Corée[68].
- 19 octobre : les forces de l’ONU prennent Pyongyang, capitale de la Corée du Nord[68].
- 25 octobre : bataille d’Onjong, premier affrontement entre la Chine et les forces de l’ONU[73].
- 24 novembre : MacArthur lance une « offensive finale » sur le fleuve Yalou, avance maximale des troupes de l’ONU en Corée du Nord[74].

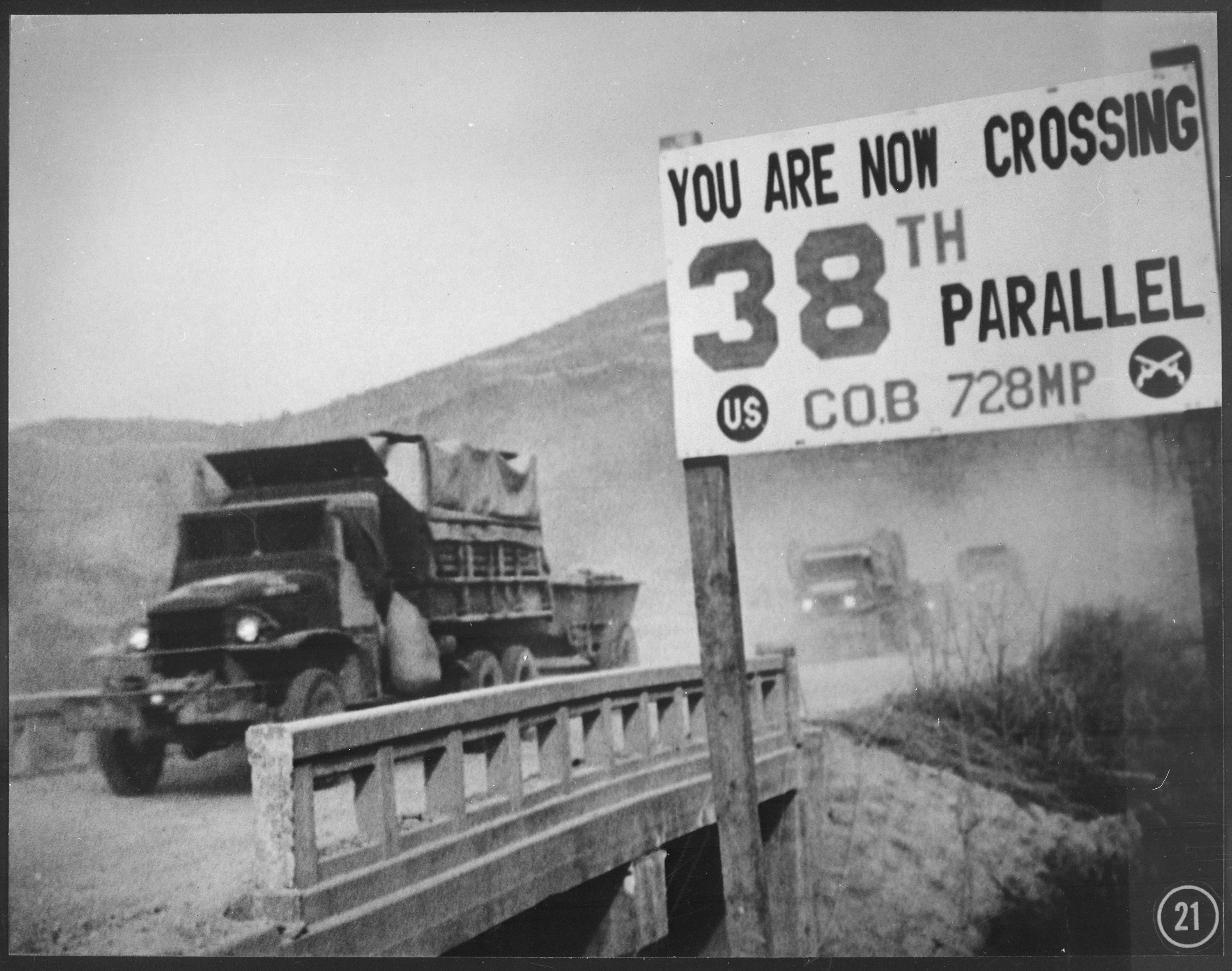
Les forces des Nations unies, chassées de Pyongyang, traversent le.

- 27 novembre : offensive chinoise contre les forces des Nations-Unies[74] La Chine lance dans la bataille de Corée 54 divisions. Au bord du fleuve Yalou, 33 divisions chinoises du général Lin Biao rejettent les forces de l’ONU au Sud du 38e parallèle (bataille du Chongchon, bataille de Wawon, bataille du réservoir de Chosin)[75].
- 4 décembre : les communistes occupent à nouveau Pyongyang. L’administration Truman refuse d’attaquer la Chine[75].
- 25 décembre : les forces chinoises passent le 38e parallèle.

### Europe

#### Europe de l’Est
- 4 avril : Attentat de l’école n° 20 de Gîsca, tôt le matin, un enseignant de l'école, Vladimir Georguievitch Tatarnikov fait exploser une bombe artisanale dans une salle de classe causant la mort de 24 personnes au total, dont 21 écoliers, une enseignante, le directeur de l'établissement et l'auteur lui-même[76].
- 24 avril, Hongrie : le chef de l’État Árpád Szakasits, est arrêté à l’instigation du Secrétaire général du Parti des travailleurs hongrois Mátyás Rákosi et doit démissionner[77]. De nombreux dirigeants du parti, ex-socialistes tels que János Kádár, Gyula Kállai, György Marosán (hu), Sándor Zöld (en), suspectés de titisme sont également arrêtés. L’épuration touche aussi les anciennes classes moyennes : du 21 mai au 15 juin 1951, environ 65 000 « indésirables » sont éloignés de Budapest et internés dans des camps de travail agricole dans l’est du pays[78].
- 6 juin-12 juillet : un grand nombre de monastères hongrois sont pris d’assaut par la police ; 3 820 moines et nonnes sont déportés ; certains d’entre eux sont emprisonnés, et selon Steven Polgar, torturés[79].
- 8 juin : loi instaurant un nouveau Code du travail en République populaire roumaine[80]. Il interdit la grève et prévoit des mesures de contrainte dans l’accomplissement des tâches[81].
- 27 juin : exécution de Milada Horáková[82].
- 30 juin : les facultés de théologie sont séparées des universités en Hongrie[79].

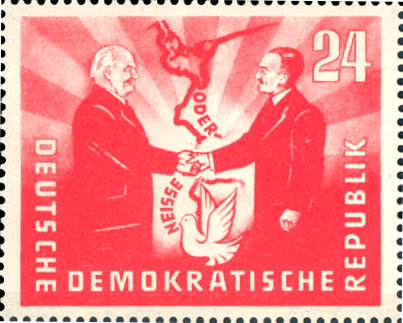
Timbre de la RDA commémorant les accords de Görlitz.

- 2 juillet : loi instituant l’autogestion des entreprises par les travailleurs en Yougoslavie[83].
- 6 juillet : accords de Görlitz entre la République démocratique allemande et la république populaire de Pologne[84].
- 21 juillet : la diète polonaise adopte le « plan sexennal d’essor économique et de construction des bases du socialisme en Pologne » (1950-1955). Les dirigeants communistes polonais développent des objectifs industriels et économiques en accord avec le système économique et social de l’URSS (CAEM). La priorité est donnée à l’industrie lourde[85]. En revanche, les tentatives de collectivisation de l’agriculture confiées au ZSL échouent et sont finalement abandonnées le 20 octobre 1956[86].
- 23 juillet : en RDA, Walter Ulbricht est élu secrétaire général du SED[87].
- 10 août : le gouvernement de la république populaire de Bulgarie autorise 250 000 Turcs vivant en Bulgarie à émigrer vers la Turquie[88]. Entre janvier 1950 et novembre 1951, 154 385 Turcs passent la frontière[89]. La Bulgarie compte alors 1 199 écoles turques accueillant près de 105 376 élèves[90].
- 28 septembre : la République démocratique allemande (RDA) rejoint le CAEM[91].
- 15 octobre : élections législatives est-allemandes[92].

#### Europe de l’Ouest
- 15-22 janvier : référendum non officiel à Chypre favorable au rattachement à la Grèce (« Énosis »)[93].
- 23 février : au Royaume-Uni, les travaillistes obtiennent une majorité réduite aux élections, mais peuvent rester au pouvoir[94].
- 3 mars : signature des conventions franco-sarroises, une série d’accords en faveur d’une autonomie accrue de la Sarre, occupée depuis 1947 par la France[95].
- 9 mars, Royaume-Uni : exécution de Timothy Evans, condamné pour le meurtre de sa famille. Trois ans plus tard, il est réhabilité après les aveux d’un voisin[96]. L’affaire débouche sur une proposition d’abolition de la peine de mort, repoussée en 1954.
- 12 mars : consultation populaire en Belgique (référendum consultatif), indiquant à une faible majorité (57,68 %), acquise seulement en Flandre (72,3 %), un appui de l’opinion à la reprise de ses prérogatives par le roi des Belges Léopold III dont le rôle dans la Deuxième Guerre mondiale était contesté. Le non l’emporte à Bruxelles (52 %) et en Wallonie (58 %)[97].
- 19 mars : appel de Stockholm du Mouvement mondial des partisans de la paix pour l’interdiction absolue de l’arme atomique[98].
- 9 mai :
  - déclaration Schuman ; Robert Schuman établit un plan sur l’Europe, proposant à la RFA le pool charbon acier (CECA, Communauté européenne du charbon et de l’acier)[99]. Le but du plan Schuman inspiré par Jean Monnet est de construire entre les Européens des liens économiques et sociaux tellement étroits afin de rendre la guerre impossible : « l’Europe [...] se fera par des réalisations concrètes, créant d’abord une solidarité de fait » (discours du salon de l’Horloge)[100].
  - création de Seat par l'Instituto Nacional de Industria avec l’aide de Fiat près de Barcelone[101].
- 18 juin : adoption par référendum de la constitution du Land de Rhénanie-du-Nord-Westphalie[102].
- 13 juillet : admission de la RFA au Conseil de l’Europe comme membre associé (de plein droit le 2 mai 1951)[103].

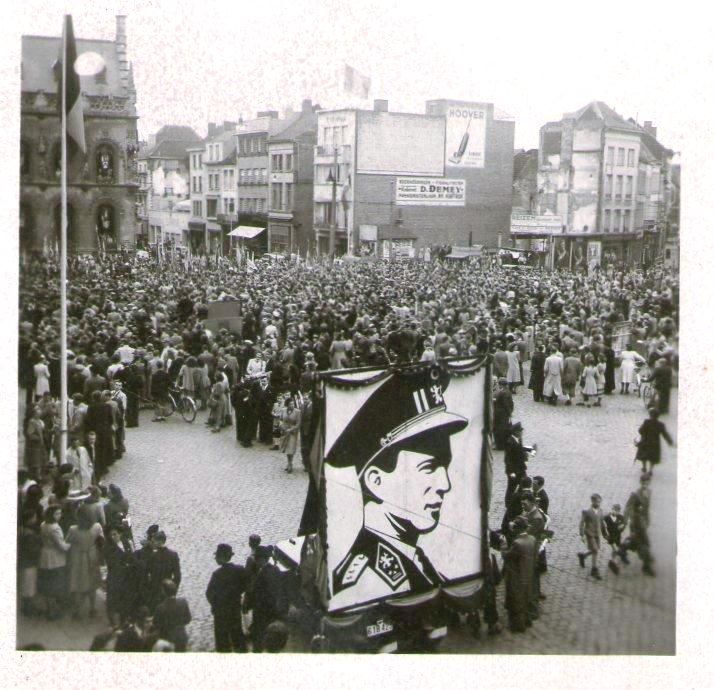
Question royale en Belgique. Manifestation en faveur du retour du roi Léopold III.

- 22 juillet : Léopold III revient en Belgique. Dès le 21 une série d’attentats à la bombe commence (59 entre le 21 et le 27 juillet[104]), suivie d’une grève générale et de la tentative de formation d’un gouvernement wallon séparatiste, épilogue de la question royale. Le 31 juillet, devant l’ampleur des manifestations suscités par son retour à Bruxelles, Léopold III décide de déléguer ses pouvoirs à son fils Baudouin, qui le 11 août prête le serment constitutionnel au titre de prince royal[105].
- 12 août : encyclique Humani Generis du pape Pie XII. Elle freine la recherche biblique, condamne le modernisme et réduit au silence des théologiens novateurs. Critique du darwinisme[106].
- 5 septembre : élections législatives danoises[107]. Les sociaux-démocrates sortent renforcés sans obtenir la majorité absolue. Le 30 octobre, le libéral Erik Eriksen forme un gouvernement de coalition Venstre-KF[108].
- 19 septembre :
  - création l’union européenne des paiements, chargée de répartir les crédits Marshall, par l’Organisation européenne de coopération économique (future OCDE)[109].
  - communiqué sur l’Allemagne des ministres des Affaires étrangères des États-Unis, du Royaume-Uni et de la France. Décision américaine de réarmer l’Allemagne à la suite de la guerre de Corée[110].
- 24 octobre : projet René Pleven de communauté européenne de défense prévoyant d’y intégrer les contingents allemands[111].
- 29 octobre : début du règne de Gustave VI Adolphe de Suède (fin en 1973)[112].
- 1er novembre : constitution apostolique Munificentissimus Deus, par laquelle Pie XII proclame le dogme de l’Assomption[113].
- 4 novembre :
  - signature à Rome de la convention européenne des droits de l’homme[114].
  - levée des sanctions de l’ONU contre l’Espagne[115].
- 19 décembre : le général Eisenhower est nommé commandant suprême de l’OTAN en Europe[111].
- 29 décembre : tremblement de terre aux Açores[116].

## Décès en 1950

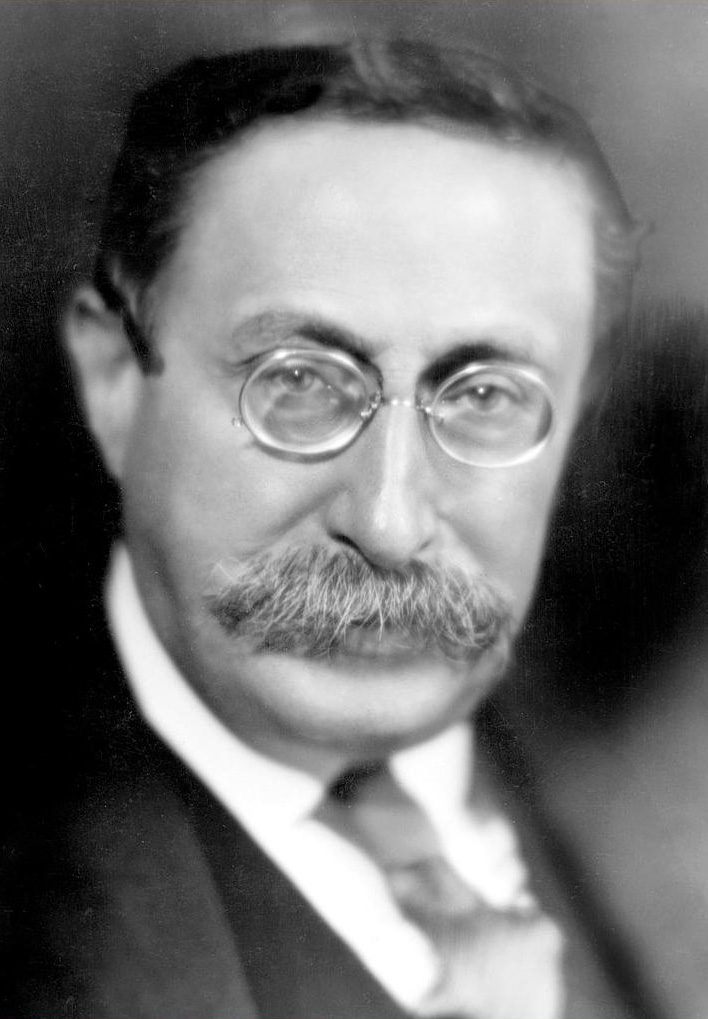
Léon Blum.

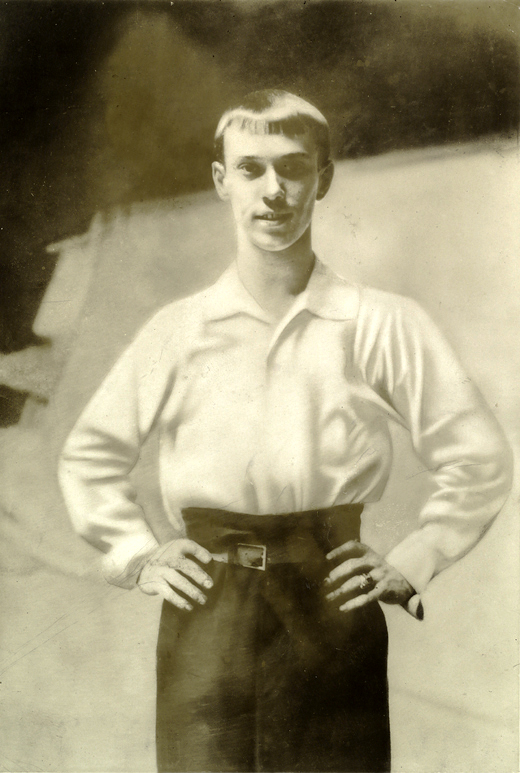
Vaslav Nijinski

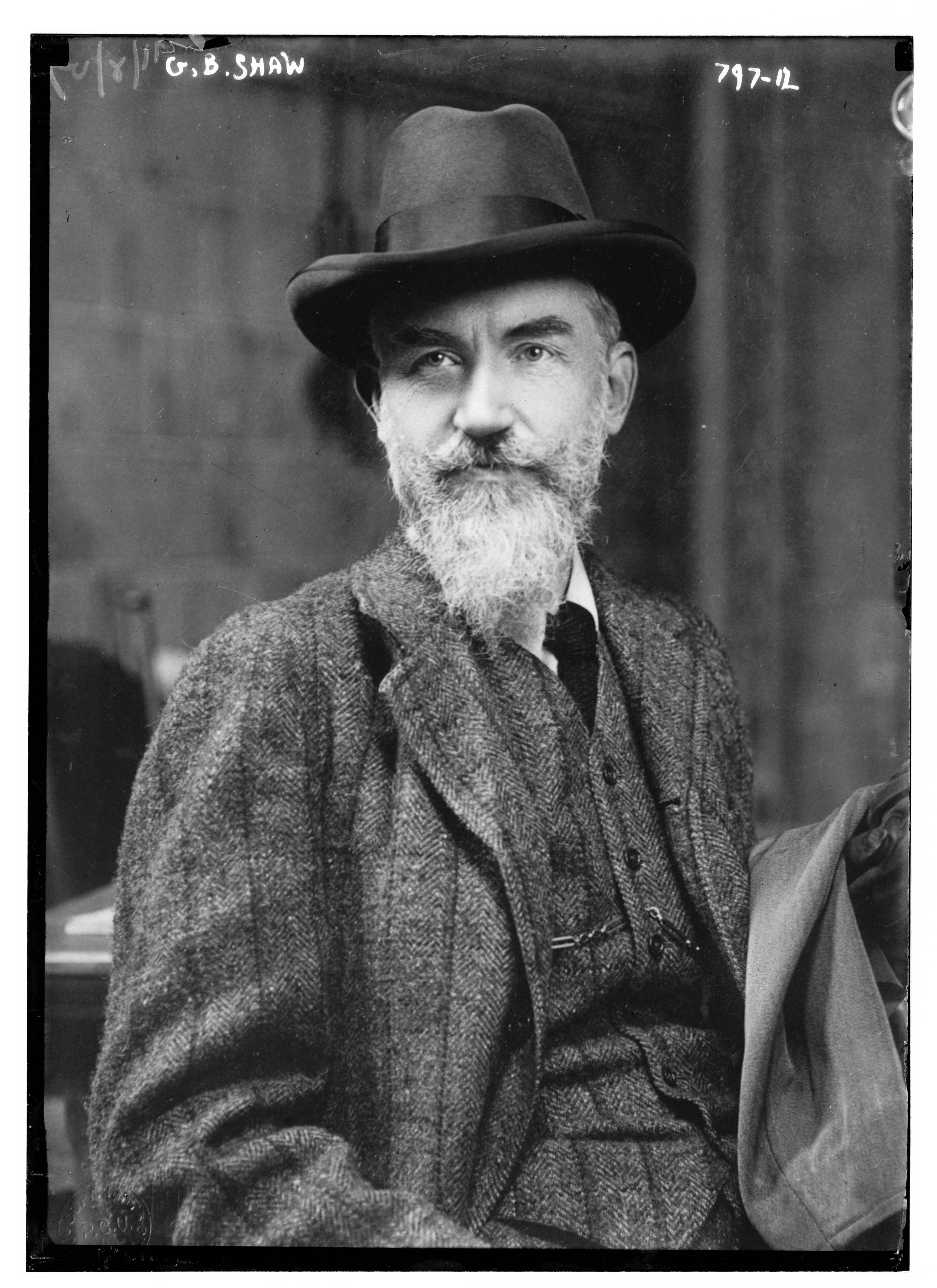
George Bernard Shaw

Personnalités majeures décédées en 1950
- 2 janvier : Emil Jannings (acteur allemand d'origine suisse)
- 21 janvier : George Orwell (écrivain et journaliste anglais)
- 6 mars : Albert Lebrun (homme politique français)
- 11 mars : Heinrich Mann (écrivain allemand)
- 22 mars : Emmanuel Mounier (philosophe français)
- 30 mars : Léon Blum (homme politique français)
- 8 avril : Vaslav Nijinski (danseur et chorégraphe russe d'origine polonaise)
- 22 juillet : William Lyon Mackenzie King (homme politique canadien)
- 27 août : Cesare Pavese (écrivain italien)
- 2 novembre : George Bernard Shaw (écrivain et dramaturge irlandais)
- 25 novembre : Johannes V. Jensen (écrivain danois)
- 27 décembre : Max Beckmann (peintre et dessinateur allemand)